# Tränsjön (Högsby socken, Småland)
Tränsjön är en sjö i Högsby kommun i Småland och ingår i Alsteråns huvudavrinningsområde. Sjön har en area på 0,217 kvadratkilometer och ligger 135,2 meter över havet. Sjön avvattnas av vattendraget Trändeån. Vid provfiske har abborre, gädda och mört fångats i sjön.

## Delavrinningsområde
Tränsjön ingår i det delavrinningsområde (633140-150473) som SMHI kallar för Inloppet i Stora Sinnern. Medelhöjden är 143 meter över havet och ytan är 73,85 kvadratkilometer. Det finns inga avrinningsområden uppströms utan avrinningsområdet är högsta punkten. Trändeån som avvattnar avrinningsområdet har biflödesordning 2, vilket innebär att vattnet flödar genom totalt 2 vattendrag innan det når havet efter 43 kilometer. Avrinningsområdet består mestadels av skog (85 %). Avrinningsområdet har 1,73 kvadratkilometer vattenytor vilket ger det en sjöprocent på 2,3 %.